# ワット・プラシーサンペット
ワット・プラシーサンペットはタイのアユタヤ県・アユタヤ市にあるアユタヤの王の遺骨を納めた3本の仏塔を含む仏教的施設である。

## 歴史

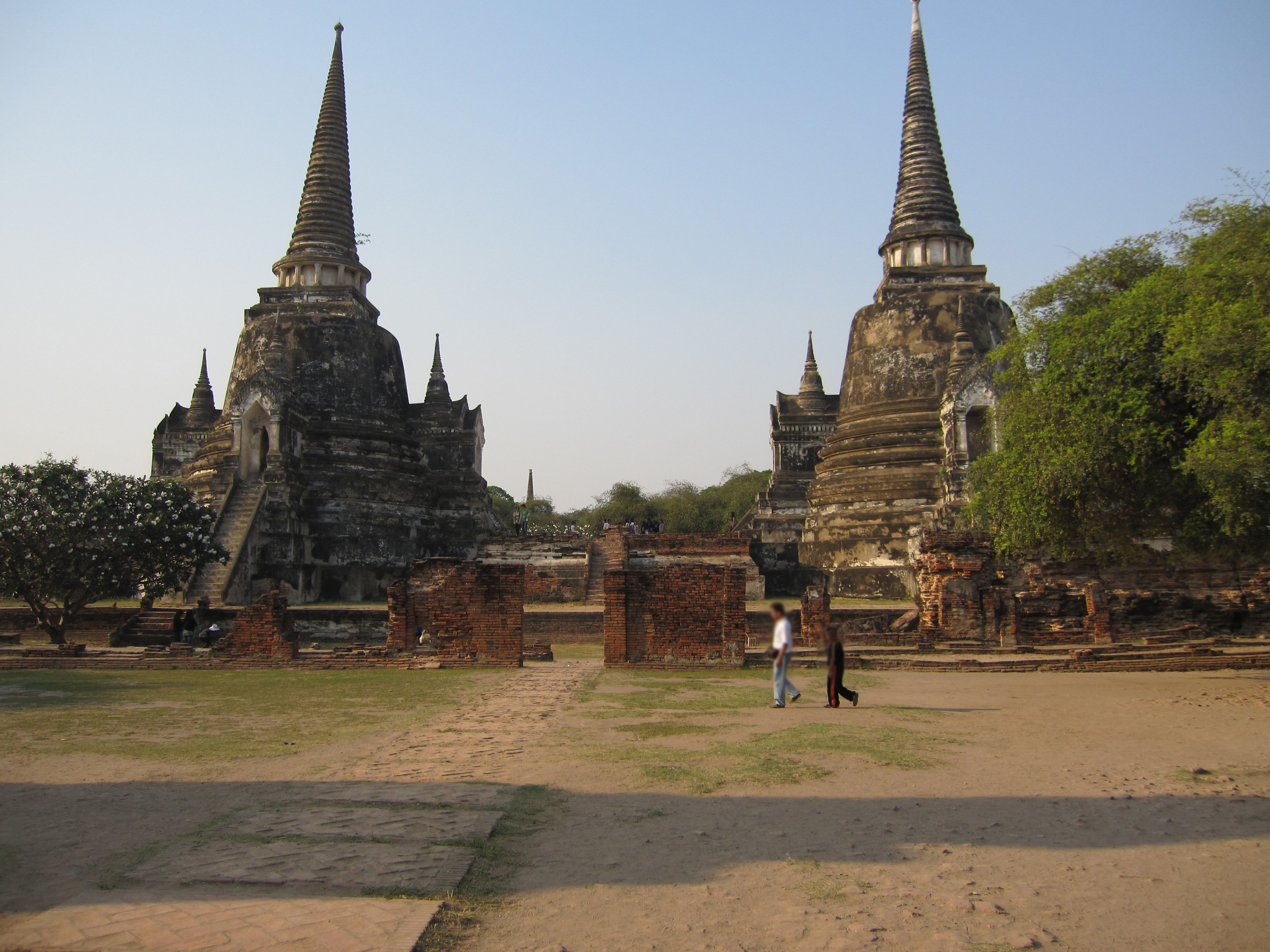
夕暮れ前のワット・プラシーサンペット

名称にはワット（寺）と冠しているが、実際は寺院ではない。名称は御吉祥活仏寺院程度の意味である。この寺院に建つお寺は、歴代のアユタヤ王朝の王の内3人の遺骨が納められているが、アユタヤの王が仏と同一視されたのでこの名前がある。
伝説によればこの地には元々、アユタヤ王朝の創設者・ラーマーティボーディー1世（即位・1351 - 69年）によって宮殿が建てられていたとする。後のトライローカナート（即位・1448 - 88年）の時代になると宮殿が移築され、この地は王専用の仏教儀式の場となったという。
さらに時代は下り、ラーマーティボーディー2世（1491 - 29年）の時代、現存する仏塔のうち東側の2つが建てられ、それぞれラーマーティボーディー2世の父であるトライローカナート王、前述・ラーマーティボーディー2世の兄であるボーロマラーチャーティラート3世の遺骨がそれぞれ納められた。この後、ラーマーティボーディー2世が崩御すると3つ目の仏塔が建てられ、その遺骨が納められた。
大きな破壊を受けた他の仏塔遺跡と比べ、漆喰などが当時の状態をよく保存しているため、アユタヤ時代の建築がそのまま見ることの出来る貴重な遺跡である。